# Хапкидо
Хапкидото е корейско бойно изкуство.

## История
Историята на Хапкидо е доста неясна, но като цяло се смята за дело на двамата корейски майстори на бойните изкуства: Чой Йонг Сул и Джи Хан Джае. Все още дете, когато пристига в Япония, Чой бива приет в дома на легендарния майстор на Дайто-рю айки-джуцу Сокаку Такеда (чийто ученик е и създателя на Айкидо Морихей Уешиба). Чой се отличавал с голям талант и упорство и постепенно се превърнал в един от най-добрите и верни ученици на Такеда. Той прекарва в дома на Такеда около 30 години, но след смъртта на майстора, малко след Втората световна война, се завръща в Корея.
Завърнал се в Корея, Чой започва да преподава бойни изкуства. Един от неговите ученици, Джи Хан Джае, вкарва в стила корейски традиционни техники с крака и удари с юмрук. Освен Чой и Джи, много корейски и японски школи с течение на времето също са внесли своя дял в развитието и техниката на съвременното Хапкидо.

## Техника
Ако трябва да определим Хапкидо като „твърд“ или „мек“ стил в бойните изкуства, би било най-точно да го поставим в средата. В Хапкидо се прилагат както „меки“ техники подобни на тези в Айкидо, така и „твърди“ приличащи на техниките от Таекуон-до или Карате. В Хапкидо съществува голямо изобилие от хвърляня, ключове, завъртания и др, подобни на техниките от Айкидо, но не с чак толкова широки кръгове. По-голяма част от техниките се заключават в първоначално избягване на удар или захват, последващо нарушаване на равновесието на противника или хвърляне, и приключват с удар, болезнен ключ на става, душене или техника за получаване на болков контрол. Много типични за Хапкидо са ключовете с крак, което позволява да се задържи противника под контрол, като при това се запази свобода на ръцете. Всичко това е наложило Хапкидо като едно от най-подходящите за употреба от полиция и военни бойно изкуство. Трябва да се отбележи, че състезания по Хапкидо не се провеждат, тъй като практикуващите смятат, че с въвеждането на правилник за водене на бой се нарушават принципите на реалната приложимост.